# Ingeleben
Ingeleben este o comună din landul Saxonia Inferioară, Germania.